# Малая Лоптюга
Малая Лоптюга — река в России, течёт по территории Удорского района Республики Коми. Левый приток реки Мезень.
Длина реки — 65 км.
Впадает в Мезень на высоте 99 м над уровнем моря.

## Данные водного реестра
По данным государственного водного реестра России относится к Двинско-Печорскому бассейновому округу, водохозяйственный участок реки — Мезень от истока до водомерного поста у деревни Малонисогорская. Речной бассейн реки — Мезень.